# Kyot
Kyot, también conocido como Kyot de Provenza o Kyot el Provenzal es un poeta provenzal del famoso poema artúrico Parzival (Parsifal) de finales del siglo XII o principios del XIII escrito por el alemán Wolfram von Eschenbach. Kyot, maestro cristiano de la ciudad hispana de Toledo sería el que le habría proporcionado al escritor la fuente de su romance.
Es probable que Wolfram pudo haberse referido al poeta del norte de Francia, Guiot de Provins, pero esta identificación no ha llegado a parecer convincente. El consenso de la gran mayoría de eruditos actuales es que Kyot es un personaje de ficción de Wolfram, y que las verdaderas fuentes de Wolfram fueron el Perceval de Chrétien de Troyes (c. 1140-1190) y su creatividad.
Wolfram no menciona a Kyot hasta el Libro 8 de Parzival, donde lo refiere de repente como su fuente. La historia de Kyot se desarrolla en el Libro 9, donde Wolfram explica que el provenzal había encontrado la verdadera historia del Grial en un manuscrito aparentemente sin valor en Toledo en árabe del sabio pagano Flegetams (o Flegetanis), hijo de padre musulmán y madre judía. Este astrónomo musulmán, parcialmente judío y descendiente de Salomón habría encontrado los secretos del Santo Grial escritos en las estrellas. De ahí salió que el Grial se custodiaba en un castillo templario de las montañas del norte de la península ibérica que, entre otros lugares, muchos han identificado con el monasterio de San Juan de la Peña.
Después de aprender árabe para leer este manuscrito, Kyot viajó por toda Europa para aprender más sobre el Grial y la hermandad que lo protegía. Finalmente llegó a Anjou, donde encontró finalmente la historia de la familia de Parzival (Parsifal) y escribió la "verdadera" historia que Wolfram volvería a contar. Wolfram lleva a Chrétien al epílogo por no haber contado la historia correctamente y dice que cierto "Kyot", que contó la verdadera historia, podría estar enojado por eso (Parzival 827, 1-4).
Wolfram explica que no había dicho anteriormente nada de Kyot porque había pedido permanecer en el anonimato hasta un punto determinado de la historia. Respecto a los escépticos que le han interrogado sobre su fuente, dice que su escepticismo solo los trajo vergüenza una vez que Kyot salió a la luz. Algunos eruditos han tomado esto como que Wolfram hubo de enfrentarse a diversas críticas por las desviaciones de su historia respecto a las de Chrétien de Troyes, y habría creado una pseudofuente con una historia de fondo que silenciaría y se burlaría de los críticos de escaso ingenio mientras que entretendría a los que lo vieron así a través de él.
Anteriormente, algunos estudiosos pensaban que Kyot era real y lo identificaron con Guiot de Provins. Los nombres Kyot y Guiot son afines, pero el poeta histórico no era de la región de Provenza, al sur de Francia, sino de la ciudad norteña de Provins, y ninguna de las obras que nos han llegado de Guiot trata del Santo Grial ni sugiere ninguna relación temática con Parzival. Algunos aspectos de Parzival pueden insinuar otra fuente, además de la imaginación de Wolfram y Chrétien, como el conocimiento implícito de la literatura francesa y una reverencia por la Casa de Anjou, pero ninguno de estos obstáculos se explica mejor como el derivado de un Kyot auténtico que se produce en una mente extraordinario con amplios conocimientos.

## En la literatura
Kyot aparece como compañero del protagonista principal en la novela Baudolino de Umberto Eco, donde discute con Robert de Boron sobre la naturaleza del Grial. El personaje de la novela es una fusión entre el Kyot provenzal y Guiot, que procede de la provincia de Champaña.